# Вокзальная (станция метро, Днепр)
«Вокза́льная» (укр. Вокзальна) — конечная станция Центрально-Заводской линии Днепровского метрополитена. Расположена между действующей станцией «Метростроителей» и проектируемой «Театральная».
Станция открыта 29 декабря 1995 года в составе первого пускового участка «Покровская» — «Вокзальная». Станция глубокого заложения, колонного типа. Станция названа так, поскольку расположена у железнодорожного вокзала Днепр-Главный на Вокзальной площади.
Станция имеет три выхода: на улицу Курчатова, проспект Дмитрия Яворницкого и на Вокзальную площадь. На Вокзальной площади расположен железнодорожный вокзал и, на расстоянии одного квартала, автовокзал. Вблизи выходов расположены многочисленные торговые центры, рынки и остановки общественного транспорта.
За станцией расположен однопутный оборотный тупик.
На торцевой стене центрального зала станции находится мемориальная доска, на которой бронзовыми буквами выложен список предприятий, которые принимали участие в строительстве Днепропетровского метрополитена 